# بيانات مكانية
البيانات المكانية أو البيانات الجغرافية (بالإنجليزية: Geoinformation)‏ أو Geodata هي معلومات رقمية تنتج عن معالجة المعطيات والمعلومات الجغرافية لموقع أو جسم على سطح الأرض بواسطة برامج متخصصة.
نمذجة البيانات المكانية تقوم على التمييز بين الطوبولوجيا المكان وأبعاده.
حيث أننا نستطيع في الأساس التمييز بين الأشكال الهندسية الأولية وهي النقطة والمستقيم ومساحة سطح.
عادة تمثل مساحات السطوح بمضلعات.
يمكن أن تخزن البيانات المكانية في قواعد البيانات التي يكون بالإمكان من خلالها تخزين هذه البيانات ومعالجتها وإدارتها، وتكون هذه البيانات مفيدة كي تنتج بعد تحليل البيانات بواسطة نظام المعلومات الجغرافي.
يمكن أن تنتج البيانات المكانية بأشكال متعددة كالخرائط مثلاً.
و للبيانات المكانية تطبيقات عديدة في تخطيط اأراضي، والهيدرولوجيا, والمخططات العقارية وتنظيم وتخطيط المدن.